# Ексцентрицитет (математика)
 Тази статия е за математиката.  За астрономическия термин вижте Ексцентрицитет (орбита).  
Ексцентрицитетът e или {\displaystyle \varepsilon }, е математичестки параметър свързван с всяка линия – конично сечение. Отразява до каква степен формата на коничното сечение се различава от окръжност.
- Ексцентрицитетът на окръжност е 0
- Ексцентрицитетът на елипса е по-голям от 0 и по-малък от 1
- Ексцентрицитетът на парабола е 1
- Ексцентрицитетът на хипербола е по-голям от 1

## Стойности
| конично сечение | уравнение                                                       | ексцентрицитет (e)                                 | линеен ексцентрицитет (c)             |
| --------------- | --------------------------------------------------------------- | -------------------------------------------------- | ------------------------------------- |
| окръжност       | {\displaystyle x^{2}+y^{2}=r^{2}}                               | {\displaystyle 0}                                  | {\displaystyle 0}                     |
| елипса          | {\displaystyle {\frac {x^{2}}{a^{2}}}+{\frac {y^{2}}{b^{2}}}=1} | {\displaystyle {\sqrt {1-{\frac {b^{2}}{a^{2}}}}}} | {\displaystyle {\sqrt {a^{2}-b^{2}}}} |
| парабола        | {\displaystyle x^{2}=4ay}                                       | {\displaystyle 1}                                  | {\displaystyle -}                     |
| хипербола       | {\displaystyle {\frac {x^{2}}{a^{2}}}-{\frac {y^{2}}{b^{2}}}=1} | {\displaystyle {\sqrt {1+{\frac {b^{2}}{a^{2}}}}}} | {\displaystyle {\sqrt {a^{2}+b^{2}}}} |

В таблицата за елипса и хипербола, a и b са дължините съответно на голямата и малката полуос.